# Hostie
Hostie (in ungherese Keresztúr) è un comune della Slovacchia facente parte del distretto di Zlaté Moravce, nella regione di Nitra.